# Liste der Baudenkmäler in Senden (Bayern)
Auf dieser Seite sind die Baudenkmäler in der schwäbischen Stadt Senden zusammengestellt. Diese Tabelle ist eine Teilliste der Liste der Baudenkmäler in Bayern. Grundlage ist die Bayerische Denkmalliste, die auf Basis des Bayerischen Denkmalschutzgesetzes vom 1. Oktober 1973 erstmals erstellt wurde und seither durch das Bayerische Landesamt für Denkmalpflege geführt wird. Die folgenden Angaben ersetzen nicht die rechtsverbindliche Auskunft der Denkmalschutzbehörde.
 Diese Liste gibt den Fortschreibungsstand vom 30. November 2013 wieder und enthält 29 Baudenkmäler.

## Baudenkmäler nach Ortsteilen

### Senden
| Lage                                  | Objekt                                    | Beschreibung | Akten-Nr.              | Bild                                      |
| ------------------------------------- | ----------------------------------------- | --- | ---------------------- | ----------------------------------------- |
| Bachstraße 58 (Standort)              | Steinkreuz                                | spätmittelalterlich | D-7-75-152-4           | BW                                        |
| Grüntenstraße (Standort)              | Steinkreuz                                | spätmittelalterlich | D-7-75-152-5           | BW                                        |
| Kirchplatz 1; Kirchplatz 2 (Standort) | Auferstehungskirche                       | Evang.-Luth. Pfarrkirche, Saalbau mit eingezogenem Polygonalchor und Satteldachturm nordwestlich am Schiff, von Theodor Eyrich, 1907 ff.; mit Ausstattung | D-7-75-152-1           | weitere Bilder                            |
| Kirchplatz 1; Kirchplatz 2 (Standort) | zwei Tore                                 | mit Spitzbogen und Eckquaderung der ehemaligen Einfriedung erhalten | D-7-75-152-1 zugehörig | BW                                        |
| Ortsstraße 36 (Standort)              | Wohn- und Geschäftshaus                   | zweigeschossig mit Krüppelwalmdach, um 1908/10 | D-7-75-152-24          | BW                                        |
| Sankt-Jodok-Weg 1 (Standort)          | Aussegnungshalle                          | erdgeschossiger, quergelagerter Baukörper auf kreuzförmigem Grundriss mit Walmdach, Dachreiter und vorkragendem Mittelteil, vorgelagerte offene Eingangshalle auf Säulen mit Putzreliefs im Giebel, um 1910. | D-7-75-152-32          | Aussegnungshalle                          |
| Sankt-Jodok-Weg 4 (Standort)          | Ehemalige katholische Schule              | zweigeschossiger Bau mit Schopfwalm und Architekturgliederung, Anfang 20. Jahrhundert | D-7-75-152-36          | BW                                        |
| Sankt-Jodok-Weg 10 (Standort)         | Kath. Filialkirche St. Jodok              | Alte Pfarrkirche, Saalbau mit eingezogenem Rechteckschor und Satteldachturm, im Kern spätgotische Chorturmkirche des 15. Jahrhunderts, Erweiterung mit grundlegender Umwandlung des verkürzten Langhauses in den Chor, Anbau des Kirchenschiffs und Turmerhöhung, durch Baurat Ferdinand Schildhauer, 1908; mit Ausstattung                                     | D-7-75-152-2           | BW                                        |
| Sankt-Jodok-Weg 10 (Standort)         | Einfriedung                               | des alten Friedhofs mit satteldachgedeckten Aufbauten | D-7-75-152-2 zugehörig | BW                                        |
| Zeisestraße 20 (Standort)             | Kath. Pfarrkirche St. Joseph der Arbeiter | durch Pfeiler und den Wechsel von Putzflächen und Sichtbeton rhythmisch gegliederter Saalbau mit eingezogenem Rechteckschor und seitlichen Nebenräumen, die die Kirche zu einem geschlossenen Baublock ergänzen, im Nordwesten freistehender, durch eine Pfeilerhalle mit dem Schiff verbundener Turm, von Thomas Wechs, 1958 ff.; mit historischer Ausstattung | D-7-75-152-3           | Kath. Pfarrkirche St. Joseph der Arbeiter |

### Aufheim
| Lage                         | Objekt                                  | Beschreibung | Akten-Nr.     | Bild           |
| ---------------------------- | --------------------------------------- | --- | ------------- | -------------- |
| Hausener Straße 5 (Standort) | Ehemaliges Schulhaus                    | zweigeschossiger Satteldachbau mit Zwerchhaus und Putzgliederung, nach Plänen des Bezirkstechnikers Reizele, 1908 | D-7-75-152-26 | weitere Bilder |
| Unterdorf 9 (Standort)       | Katholisches Pfarrhaus                  | zweigeschossiger, Satteldachbau mit profiliertem Giebel und Traufgesims, Anfang 18. Jahrhundert | D-7-75-152-8  | BW             |
| Unterdorf 12 (Standort)      | Ehemaliges Amtshaus                     | zweigeschossiger Fachwerkbau mit Satteldach und dreifach vorkragendem Ostgiebel, im Kern Ende 17. Jahrhundert, Anbauten im Westen und Süden modern | D-7-75-152-9  | BW             |
| Wihdumweg 5 (Standort)       | Kath. Pfarrkirche St. Johannes Baptista | Saalbau mit eingezogenem Polygonalchor und Satteldachturm, im Kern romanisch, Turmunterbau mit kreuzgratgewölbtem ehem. Chor, um 1230/50, Neubau Chor und Kirchenschiff mit Turmerhöhung Ende 15. Jahrhundert, Turmobergeschoss 1. Hälfte 16. Jahrhundert, im 18. Jahrhundert mehrfach umgebaut, Langhauserweiterung mit neuer Flachdecke 1703, Sakristeianbau 1720; mit Ausstattung | D-7-75-152-6  | weitere Bilder |

### Ay an der Iller
| Lage                         | Objekt                                   | Beschreibung | Akten-Nr.               | Bild                           |
| ---------------------------- | ---------------------------------------- | --- | ----------------------- | ------------------------------ |
| Hauptstraße 73 (Standort)    | Ehemalige Evangelisch-Lutherische Schule | zweigeschossiger traufständiger Satteldachbau, Fenster mit vorgeblendeten Segemntbogenstürzen, rückwärtig ausspringender schmaler Querbau, 1897                                    | D-7-75-152-34           | BW                             |
| Hauptstraße 102 (Standort)   | Katholische Kapelle Maria Hilf           | reich gegliederter Rokokobau mit einschiffigem Langhaus, eingezogenem Chor und dreiseitig geschlossener Apsis, darüber Dachreiter, wohl von Matthias Eberle, 1760; mit Ausstattung | D-7-75-152-10           | Katholische Kapelle Maria Hilf |
| Hauptstraße 138 (Standort)   | Ehemaliges Obermeisterhaus               | der Spinnerei und Weberei Ay, erdgeschossige Villa mit übergiebeltem Zwerchhaus und geschlossener Veranda, um 1900                                                                 | D-7-75-152-25           | BW                             |
| Illerwehrstraße 7 (Standort) | Ehemalige Weberei Senden-Ay              | Webhalle in Sheddachkonstruktion mit Gusseisenstützen, 1908 nach Plänen von Philipp Jakob Manz errichtet, 1925 nach Süden erweitert                                                | D-7-75-152-33           | BW                             |
| Illerwehrstraße 7 (Standort) | Ehemalige Weberei Senden-Ay              | zugehörig ehem. Maschinen- und Kesselhaus mit Kamin, 1908 | D-7-75-152-33 zugehörig | BW                             |
| Ulmer Straße 10 (Standort)   | Feldkapelle                              | bildstockartiges Gehäuse mit Satteldach und Segmentbogennische, 2. Hälfte 18. Jahrhundert, mit Figur des Geiselchristus, 3. Viertel 18. Jahrhundert                                | D-7-75-152-11           | BW                             |

### Freudenegg
| Lage                | Objekt                              | Beschreibung | Akten-Nr.               | Bild           |
| ------------------- | ----------------------------------- | --- | ----------------------- | -------------- |
| Auweg 32 (Standort) | Ehemalige Spinnerei und Weberei Ulm | dann Spinnerei und Weberei Pfersee, langgestrecktes, flachgedecktes Spinnereigebäude zu zwei Geschossen mit Pilastergliederung, Bändern und Gesimsen und wenig erhöhten Mittelrisaliten, 1884/85 errichtet, später nach Osten und Süden erweitert                                                                        | D-7-75-152-12           | weitere Bilder |
| Auweg 32 (Standort) | Ehemalige Spinnerei und Weberei Ulm | Baumwollmagazin, ehemals freistehender zweigeschossiger Blankziegelbau mit tonnengewölbtem Dach, Pilastergliederung, Blendfeldern, dekorativen Ziegelbändern und aufgesetztem Stufengiebel an der Südfront, 1884/85, nach der Erweiterung des Spinnereigebäudes mit diesem verbunden, kleine Anbauten im Süden und Osten | D-7-75-152-12 zugehörig | BW             |
| Auweg 32 (Standort) | Ehemalige Spinnerei und Weberei Ulm | Turbinenhaus über dem Illerkanal, winkelförmiger, aus einzelnen Kuben zusammengesetzter Bau in Blankziegelbauweise mit flachem Satteldach, Pilastergliederung, Blendfeldern und dekorativen Ziegelbändern, 1884/85 | D-7-75-152-12 zugehörig | BW             |
| Auweg 32 (Standort) | Ehemalige Spinnerei und Weberei Ulm | Dampfmaschinenhaus, Blankziegelbau mit Satteldach, Eckpilastern und Ziegelbändern, 1884/85 | D-7-75-152-12 zugehörig | BW             |
| Auweg 32 (Standort) | Ehemalige Spinnerei und Weberei Ulm | Pförtnerhaus, Satteldachbau, bez. 1931 | D-7-75-152-12 zugehörig | BW             |

### Hittistetten
| Lage                     | Objekt                           | Beschreibung | Akten-Nr.     | Bild           |
| ------------------------ | -------------------------------- | --- | ------------- | -------------- |
| Dorfstraße 10 (Standort) | Katholische Kapelle St. Leonhard | Saalbau mit eingezogenem Polygonalchor und Dachreiter über dem Westgiebel, Chor 1488 von Meister Herlin aus Tiefenbach (bez.), Anbau Kirchenschiff Ende 16. Jahrhundert, Dachreiter wohl 1672, Umgestaltung durch Thaddäus Rieff, 1783; mit Ausstattung | D-7-75-152-13 | weitere Bilder |

### Witzighausen
| Lage                        | Objekt                                               | Beschreibung | Akten-Nr.               | Bild           |
| --------------------------- | ---------------------------------------------------- | --- | ----------------------- | -------------- |
| Dahlienstraße 2 (Standort)  | Gasthaus zur Traube                                  | zweigeschossiger Satteldachbau mit Zwerchhaus und Gesimsbändern, Anfang 20. Jahrhundert | D-7-75-152-15           | weitere Bilder |
| Dahlienstraße 15 (Standort) | Ehemaliger Bahnhof                                   | dreigeschossiger, spätklassizistischer Ziegelbau mit flachem Walmdach, Hausteinelementen, Portal mit Ädikularahmung, profiliertem Gurtgesims über dem Erdgeschoss, 1876 | D-7-75-152-16           | weitere Bilder |
| Marienstraße 1 (Standort)   | Friedhof                                             | mit Resten alter Mauer, angelegt 1785; mit Ausstattung | D-7-75-152-18           | weitere Bilder |
| Marienstraße 1 (Standort)   | Kriegerdenkmal                                       | in Form einer Kapelle mit rechteckigem Gehäuse, profiliertem Traufgesims und geschweiftem Volutengiebel, 1918; mit Ausstattung | D-7-75-152-18 zugehörig | Kriegerdenkmal |
| Marienstraße 2 (Standort)   | Katholische Pfarr- und Wallfahrtskirche Mariä Geburt | Saalbau mit eingezogenem, innen gerundetem Chor, dreiseitigem, im Scheitel gerundetem Ostabschluss, quadratischem, oben achtseitigem Turm mit Spitzhelm im Westen und an die Chorseiten angebauten Nebenräumen, die das Bauwerk zu einem nahezu geschlossenen Baublock ergänzen, Turmunterbau vom spätgotischen Vorgängerbau, Neubau von Christian Wiedemann, vollendet von Johann IV. Wiedemann, Chor 1733 ff., Schiff 1738 ff., Erhöhung des Turms durch Joseph Deibler, 1859; mit Ausstattung | D-7-75-152-14           | weitere Bilder |
| Marienstraße 4 (Standort)   | Katholisches Pfarrhaus                               | zweigeschossiger Satteldachbau, östlich an den Turm der Kirche angebaut, von Joseph Held, 1793/94, Eingang der Südseite mit geschnitzter Holztüre | D-7-75-152-17           | weitere Bilder |

### Wullenstetten
| Lage                                   | Objekt                               | Beschreibung | Akten-Nr.               | Bild           |
| -------------------------------------- | ------------------------------------ | --- | ----------------------- | -------------- |
| Bahnlinie Senden-Weißenhorn (Standort) | Feldkapelle                          | rechteckig mit wenig eingezogenem Abschluss, 2. Hälfte 18. / 19. Jahrhundert, hierher versetzt | D-7-75-152-22           | weitere Bilder |
| Heerstraße 1 (Standort)                | Kath. Pfarrkirche Mariä Verkündigung | Saalbau mit eingezogenem Polygonalchor und Turm im Nordwesten des Kirchenschiffs, Turm vom spätgotischen Vorgängerbau, um 1480, Neubau von Chor und Schiff, 1607/11, innen umgestaltet durch Thaddäus Rieff, 1780 ff., 1957 Anbau der neuen Sakristei; mit Ausstattung | D-7-75-152-19           | weitere Bilder |
| Heerstraße 1 (Standort)                | Teile der alten Einfriedung          | und Stützmauer erhalten, wohl 18. Jahrhundert | D-7-75-152-19 zugehörig | BW             |
| Heerstraße 2 (Standort)                | Katholisches Pfarrhaus               | zweigeschossiger Satteldachbau, im Kern spätgotisch, 1480, umgebaut 1646, erweitert durch Thaddäus Rieff, 1784, 1942 ff. renoviert und stark erneuert | D-7-75-152-20           | weitere Bilder |
| Heerstraße 4 (Standort)                | Ehemaliges Bauernhaus                | zweigeschossiger Fachwerkbau mit Satteldach, Ende 18. Jahrhundert | D-7-75-152-21           | BW             |
| Römerstraße 59 (Standort)              | Wohn- und Geschäftshaus              | zweigeschossiger Walmdachbau mit übergiebeltem Mittelrisalit, um 1860/70, seitlicher Anbau modern | D-7-75-152-23           | BW             |

## Ehemalige Baudenkmäler
In diesem Abschnitt sind Objekte aufgeführt, die früher einmal in der Denkmalliste eingetragen waren, jetzt aber nicht mehr. Objekte, die in anderem Zusammenhang also z. B. als Teil eines Baudenkmals weiter eingetragen sind, sollen hier nicht aufgeführt werden. Aktennummern in diesem Abschnitt sind ehemalige, jetzt nicht mehr gültige Aktennummern.

| Lage                               | Objekt    | Beschreibung | Akten-Nr.     | Bild |
| ---------------------------------- | --------- | --- | ------------- | ---- |
| Senden Stuibenstraße 30 (Standort) | Villa     | zweigeschossiger, durch Zwerchhäuser, Eckturm und Dachgauben reich gegliederter Blankziegelbau mit abwechslungsreicher Dachlandschaft, Zierfachwerk im Dachgeschoss, umlaufendem Gurtgesims und Kragsteinen über den Stichbogenfenstern, um 1900 im Heimatstil errichtet | D-7-75-152-28 | BW   |
| Aufheim Unterdorf 2 (Standort)     | Hausfigur | Erbärmdechristus, 18. Jahrhundert; im Giebel | D-7-75-152-7  | BW   |

## Abgegangene Baudenkmäler
In diesem Abschnitt sind Objekte aufgeführt, die früher einmal in der Denkmalliste eingetragen waren, jetzt aber nicht mehr existieren, z. B. weil sie abgebrochen wurden. Aktennummern in diesem Abschnitt sind ehemalige, jetzt nicht mehr gültige Aktennummern.

| Lage                                       | Objekt              | Beschreibung | Akten-Nr.     | Bild |
| ------------------------------------------ | ------------------- | --- | ------------- | ---- |
| Ay an der Iller Hauptstraße 136 (Standort) | Ehemalige Spinnerei | 1857 als erste industrielle Anlage des Illertals gegründet, mehrfach umgestalteter, erweiterter und nach Bränden und Hochwasser erneuerter Gebäudekomplex; Spinnereihochbau, dreigeschossiger Satteldachbau mit vorkragendem übergiebelten Zwerchhaus, um 1869; Turbinenhaus, an der Giebelseite anschließend über dem Illerkanal errichtet, erdgeschossiger Satteldachbau mit Lisenen- und Putzbandgliederung, um 1869, später verändert; Kesselhaus, erdgeschossiger Blankziegelbau mit Satteldach, Lisenengliederung und Stufenfries sowie mit hohem Kamin, um 1880; Werk- oder Lagerhalle, erdgeschossiger Satteldachbau in Blankziegelbauweise mit Lisenengliederung, um 1880. | D-7-75-152-29 | BW   |